# New Romantics
New Romantics ist ein Lied der US-amerikanischen Popsängerin Taylor Swift. Es ist die siebte Singleauskopplung ihres 2014 erschienenen Studioalbums 1989.

## Hintergrund und Komposition
New Romantics ist dem Genre Synthie-Pop zuzuordnen und hat Einflüsse der Popmusik aus den 1980er-Jahren. Es wurde in der Tonart F-Dur geschrieben und umfasst 122 Schläge pro Minute. Swifts Stimmumfang reicht von d³ bis c⁵. Der Text von New Romantics bezieht sich auf die Musik- und Modewelle New Romantic aus den frühen 1980er-Jahren, welche vor allem im Vereinigten Königreich stattfand.

## Veröffentlichung und Musikvideo

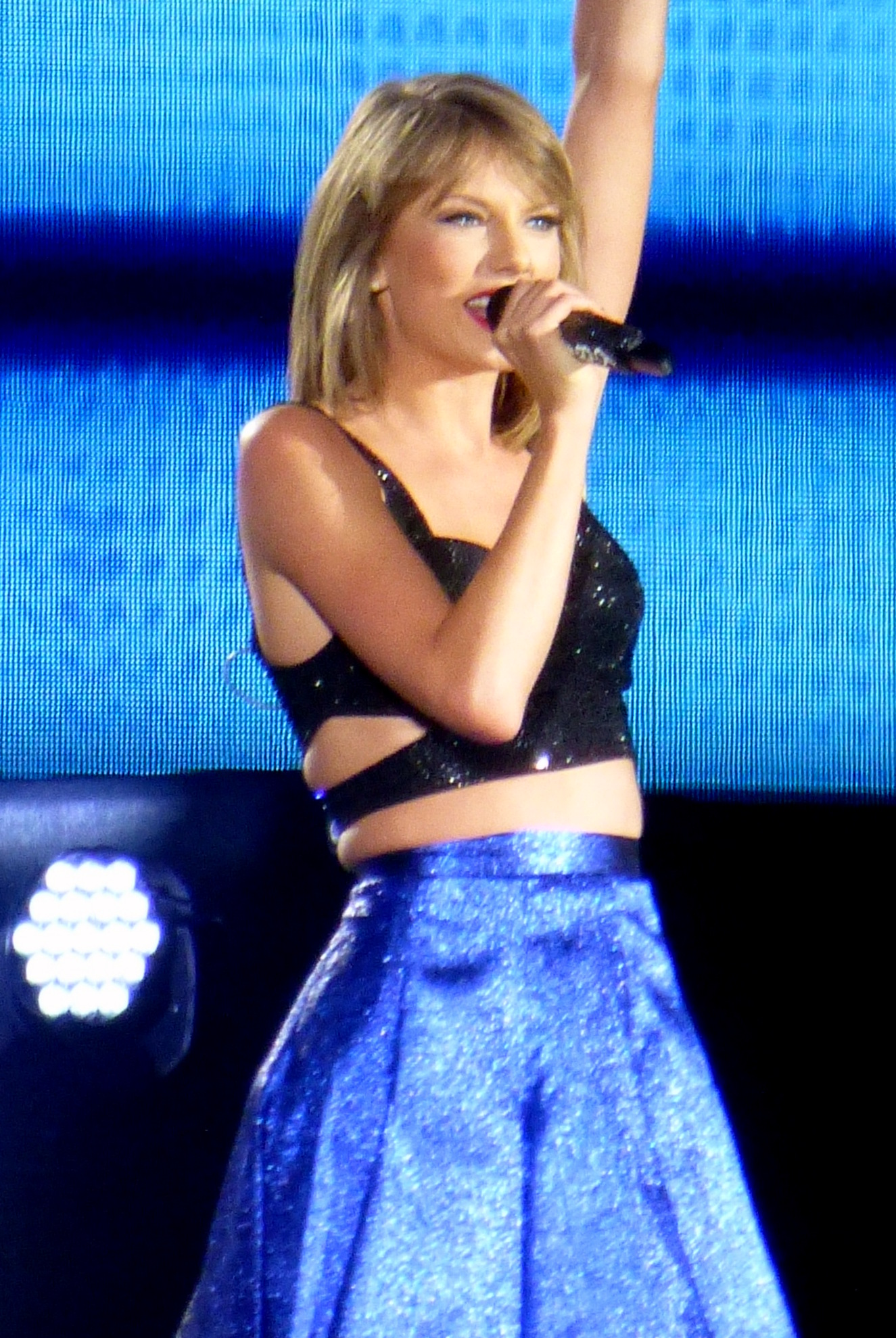
Taylor Swift singt New Romantics im Zuge ihrer 1989 World Tour (2015).

Das Lied erschien erstmals auf der Deluxeversion von 1989. Am 3. März 2015 erschien es zunächst als Promo-Single, ehe es am 23. Februar 2016 als Single mit einem Musikvideo des Regisseurs Jonas Åkerlund veröffentlicht wurde. Das Musikvideo zeigt Ausschnitte aus dem Konzertfilm The 1989 World Tour Live.

## Kommerzieller Erfolg

### Chartplatzierungen
| ChartsChartplatzierungen       | Höchstplatzierung | Wochen |
| ------------------------------ | ----------------- | ------ |
| Vereinigte Staaten (Billboard) | 46 (8 Wo.)        | 8      |

### Auszeichnungen für Musikverkäufe
| Land/Region                  | Auszeichnungen für Musikverkäufe (Land/Region, Auszeichnung, Verkäufe) | Verkäufe |
| ---------------------------- | ---------------------------------------------------------------------- | -------- |
| Australien (ARIA)            | 2× Platin                                                              | 140.000  |
| Brasilien (PMB)              | Gold                                                                   | 30.000   |
| Neuseeland (RMNZ)            | Gold                                                                   | 15.000   |
| Vereinigte Staaten (RIAA)    | Gold                                                                   | 500.000  |
| Vereinigtes Königreich (BPI) | Silber                                                                 | 200.000  |
| Insgesamt                    | 1× Silber · 3× Gold · 2× Platin ·                                      | 885.000  |

Hauptartikel: Taylor Swift/Auszeichnungen für Musikverkäufe/Lieder